# Tony Todd
Anthony Tiran Todd (Washington, 1954. december 4. – Marina del Rey, 2024. november 6.) amerikai színész, filmproducer és szinkronszínész.

## Élete és pályafutása
Washingtonban született és Hartfordban (Connecticut) nőtt fel, ahol a helyi iskolákba járt. Az Artists Collective Inc. diákja volt. Tanult a Connecticuti Egyetemen, majd folytatta színházi tanulmányait az Eugene O'Neill Nemzeti Színészek Színháza Intézetében és a Trinity Rep Konzervatóriumban.
Fontosabb filmjei közé tartozik A szakasz (1986), Az élőhalottak éjszakája (1990) és Az őslakó (2007). Visszatérő szerepben tűnt fel a Kampókéz (1992) című horrorfilmben és annak folytatásaiban, valamint a Végső állomás filmsorozatban (2000–2011). A Transformers: A bukottak bosszúja (2009) című sci-fiben a Bukott eredeti hangját kölcsönözte.
Televíziós szereplései voltak a Star Trek: Az új nemzedék (1990–1991) és Star Trek: Deep Space Nine (1996) című sorozatokban.

## Válogatott filmográfia

### Film
| Év   | Magyar cím                                | Eredeti cím                                                                | Szerep                         | Magyar hang          |
| ---- | ----------------------------------------- | -------------------------------------------------------------------------- | ------------------------------ | -------------------- |
| 1986 |                                           | Sleepwalk                                                                  | Mr. Barrington                 |                      |
| 1986 | A szakasz                                 | Platoon                                                                    | Warren őrmester                | Reisenbüchler Sándor |
| 1987 | Egy ház Londonban                         | 84 Charing Cross Road                                                      | házbontó munkás                |                      |
| 1987 | Ellenséges terület                        | Enemy Territory                                                            | Gróf                           | Galambos Péter       |
| 1988 | Színek                                    | Colors                                                                     | vietnami veterán               | Reisenbüchler Sándor |
| 1988 | Bird – Charlie Parker élete               | Bird                                                                       | Frog                           |                      |
| 1989 | Kőkemény diri                             | Lean on Me                                                                 | Mr. William Wright             |                      |
| 1990 | Az élőhalottak éjszakája                  | Night of the Living Dead                                                   | Ben                            | Szabó Sipos Barnabás |
| 1990 |                                           | Voodoo Dawn                                                                | Makoute                        |                      |
| 1992 | Az éjszaka hevében                        | Sunset Heat                                                                | Drucker                        |                      |
| 1992 | Kampókéz                                  | Candyman                                                                   | Daniel Robitaille / Kampókéz   | Koncz Gábor          |
| 1993 | Halálos erő                               | Excessive Force                                                            | Frankie Hawkins                | Hankó Attila         |
| 1994 | A holló                                   | The Crow                                                                   | Grange                         | Varga Tamás          |
| 1995 | Kampókéz 2.                               | Candyman: Farewell to the Flesh                                            | Daniel Robitaille / Kampókéz   | Both András          |
| 1996 | Szabotázs                                 | Sabotage                                                                   | Sherwood                       | Jakab Csaba          |
| 1996 | A szikla                                  | The Rock                                                                   | Darrow százados                | Garai Róbert         |
| 1997 | Zaklatott álmok                           | Stir                                                                       | Bubba                          | Vass Gábor           |
| 1997 | Halálosztó                                | Wishmaster                                                                 | Johnny Valentine               | Gesztesi Károly      |
| 1998 | A gonosz árnyéka                          | Shadow Builder                                                             | Evert Covey                    | Kálloy Molnár Péter  |
| 1998 | Visszaesők                                | Caught Up                                                                  | Jake Samples                   |                      |
| 1998 | Hirtelen halál                            | The Pandora Project                                                        | Garrett Houtman CIA-igazgatója | Mihályi Győző        |
| 1998 | Hirtelen halál                            | The Pandora Project                                                        | Garrett Houtman CIA-igazgatója | Meleg Vilmos         |
| 1998 | Halálra szerződve                         | Butter                                                                     | Benzo Al                       |                      |
| 1999 |                                           | The Dogwalker                                                              | Mones                          |                      |
| 1999 | Kampókéz 3. – Holtak napja                | Candyman: Day of the Dead                                                  | Daniel Robitaille / Kampókéz   | Jakab Csaba          |
| 2000 | Végső állomás                             | Final Destination                                                          | William Bludworth              | Koncz Gábor          |
| 2002 | Gyilkos csönd                             | Silence                                                                    | Eric Crowell                   |                      |
| 2003 | Egy irányított elme                       | Control Factor                                                             | Reggie                         | Jakab Csaba          |
| 2003 | Végső állomás 2.                          | Final Destination 2                                                        | William Bludworth              | Borbiczki Ferenc     |
| 2003 |                                           | Scarecrow Slayer                                                           | Caleb Kilgore                  |                      |
| 2004 |                                           | Murder-Set-Pieces                                                          | hivatalnok                     |                      |
| 2005 | Tuti kis öngyilkos buli                   | Checking Out                                                               | Manuel                         | Bolla Róbert         |
| 2005 | Angyalok háborúja 5.                      | The Prophecy: Forsaken                                                     | Stark                          |                      |
| 2005 |                                           | Heart of the Beholder                                                      | Chuck Berry                    |                      |
| 2006 | Végső állomás 3.                          | Final Destination 3                                                        | Devil (hangja)                 |                      |
| 2006 | Minotaur                                  | Minotaur                                                                   | Deucalion király               | Bolla Róbert         |
| 2006 | A balta                                   | Hatche                                                                     | Zombie tiszteletes             | Jakab Csaba          |
| 2006 |                                           | The Strange Case of Dr. Jekyll and Mr. Hyde                                | Dr. Henry Jekyll / Edward Hyde |                      |
| 2007 |                                           | Chicago Massacre: Richard Speck                                            | Joe Dunning kapitány           |                      |
| 2007 | Az őslakó                                 | The Man from Earth                                                         | Dan                            | Barbinek Péter       |
| 2008 | Rendezte: a Halál                         | Dark Reel                                                                  | Shields nyomozó                | Papucsek Vilmos      |
| 2008 |                                           | Bryan Loves You                                                            | narrátor                       |                      |
| 2008 |                                           | Nite Tales: The Movie                                                      | Bohóc / James                  |                      |
| 2009 |                                           | Penance                                                                    | sofőr                          |                      |
| 2009 | Transformers: A bukottak bosszúja         | Transformers: Revenge of the Fallen                                        | Bukott (hangja)                | Ujlaki Dénes         |
| 2009 |                                           | The Graves                                                                 | Abraham tiszteletes            |                      |
| 2010 | A balta 2.                                | Hatchet II                                                                 | Zombie tiszteletes             |                      |
| 2011 | Végső állomás 5.                          | Final Destination 5                                                        | William Bludworth              | Vass Gábor           |
| 2012 |                                           | Changing the Game                                                          | Curtis / FBI-ügynök            |                      |
| 2012 |                                           | Sushi Girl                                                                 | Duke                           |                      |
| 2014 |                                           | Prelude to Axanar (rövidfilm)                                              | Marcus Ramirez admirális       |                      |
| 2014 |                                           | Disciples                                                                  | Duncan                         |                      |
| 2015 | Az Igazság Ligája a Bizarro Liga ellen    | Lego DC Comics Super Heroes: Justice League vs. Bizarro League             | Darkseid (hangja)              | Törköly Levente      |
| 2015 | A furgon                                  | Vanish                                                                     | Darrow rendőrtiszt             |                      |
| 2015 |                                           | Frankenstein                                                               | Eddie                          |                      |
| 2015 | Az Igazság Ligája – Harc a légióval       | Lego DC Comics Super Heroes: Justice League – Attack of the Legion of Doom | Darkseid (hangja)              | Barbinek Péter       |
| 2015 |                                           | Night of the Living Dead: Darkest Dawn                                     | Ben (hangja)                   |                      |
| 2016 |                                           | Zombies                                                                    | Sommers nyomozó                |                      |
| 2017 |                                           | Victor Crowley                                                             | Zombie                         |                      |
| 2017 |                                           | Death House                                                                | Asa farmer                     |                      |
| 2017 |                                           | From Jennifer                                                              | Chad Wolfe                     |                      |
| 2018 | Virítsd a lóvét!                          | The Debt Collector                                                         | Barbosa                        | Rosta Sándor         |
| 2018 | Horror Park                               | Hell Fest                                                                  | kikiáltó                       | Vass Gábor           |
| 2018 |                                           | The Final Wish                                                             | Colin                          |                      |
| 2019 |                                           | Reign of the Supermen                                                      | Darkseid (hangja)              |                      |
| 2019 |                                           | Candy Corn                                                                 | Gate püspök                    |                      |
| 2019 |                                           | Badland                                                                    | Benjamin Burke szenátor        |                      |
| 2020 |                                           | Bulletproof 2                                                              | Battle különleges ügynök       |                      |
| 2020 | A Sötét Igazság Ligája: Apokoliszi háború | Justice League Dark: Apokolips War                                         | Darkseid (hangja)              |                      |
| 2020 |                                           | Stoker Hills                                                               | Smith professzor               |                      |
| 2021 | Kampókéz                                  | Candyman                                                                   | Daniel Robitaille / Kampókéz   | nem szólal meg       |
| 2025 | Végső állomás: Vérvonalak                 | Final Destination Bloodlines                                               | William Bludworth              | Borbiczki Ferenc     |